# Podocarpus crassigemma
Podocarpus crassigemma är en barrträdart som beskrevs av De Laub. Podocarpus crassigemma ingår i släktet Podocarpus och familjen Podocarpaceae. Inga underarter finns listade i Catalogue of Life.